# Elizabeth Zimmermann
Elizabeth Zimmermann (9 de agosto de 1910, Gran Bretaña - 30 de noviembre de 1999, Estados Unidos) fue una profesora y diseñadora de tejido de punto a quien se le atribuye la modernización y popularización del tejido circular, así como recuperación de tejido alemán o continental,  tras la Segunda Guerra Mundial, a través de sus libros y series instructivas en la televisión pública estadounidense.

## Biografía
Nacida como Elizabeth Lloyd-Jones, hija de un oficial naval británico; su madre inventó uno de los primeros negocios de reparto de comidas a domicilio llamado Meals by Motor. Zimmermann fue educada en internados ingleses y en escuelas de arte en Suiza y Alemania. Aprendió a tejer con estilo inglés de su madre y sus tías y, luego de su institutriz suiza, estilo continental. 

## Carrera
Emigró a los Estados Unidos en 1937 con su marido, el maestro cervecero alemán Arnold Zimmermann, entrando por Nueva York y se establecieron en Wisconsin en una escuela reconvertida que sería la base de Schoolhouse Press, un negocio de publicaciones sobre tejido enviadas por correo que hoy está dirigido por su hija Meg Swansen .  
Aunque no fue el primer patrón publicado, se le atribuye a Zimmermann haber tejido el primer ejemplar de un suéter Aran visto en una revista estadounidense Vogue Knitting Pattern Book en 1958.
En su libro The Opinionated Knitter, publicado póstumamente, relata cómo un editor alteró las instrucciones de tejido con método circular de Zimmermann, convirtiéndolo en el método de tejido "plano", de ida y vuelta, que era más popular entre los tejedores estadounidenses en ese momento. Esta alteración provocó que Zimmermann publicara sus propias instrucciones como boletines gratuitos, transformándolos luego en un formato más largo al que llamó Wool Gatherings.
Zimmerman anima a experimentar y desarrollar ideas propias a través de toda su obra (impresa y en video), impulsa al desarrollo de la creatividad latente de cada persona interesada en tejer. La cadena PBS publicó un episodio donde un policía -amigo de la diseñadora, la arresta por "tejer sin licencia" mientras viajaba, tejiendo, en la parte trasera de la motocicleta de su esposo.
Su libro más popular: The opinionated knitter (La tejedora con opiniones) fue inicialmente publicado con el título: "Knitting without tears", por sugerencia de sus editores; sin embargo, el primero es quizás el que mejor expresa la filosofía de tejido de Zimmermann. 
Zimmermann ideó un sistema de cálculo para determinar el tamaño de las prendas según el calibre y la circunferencia corporal deseada.  El EPS (Elizabeth's Percentage System)  es ampliamente utilizado en la actualidad para determinar cuántos puntos montar para un suéter, tomando en cuenta que las mangas y el torso suelen ser proporcionados sin importar el hilo o la tensión utilizada.
El EPS es central si se busca tejer sin patrones, como Zimmerman alienta a quienes diseñan, tomando decisiones independientes, improvisando para elevar las habilidades y el trabajo de artesanía. 

### Patrones originales
El chal Pi, otro de sus diseños populares, está inspirado en la constante matemática. Como dijo en su libro Knitter's Almanac:
"La geometría del círculo depende de la misteriosa relación entre la circunferencia de un círculo y su radio. Un círculo duplicará su circunferencia en infinitas distancias de duplicación, o, en términos de tejedores, la distancia entre las vueltas de aumento, en las que se duplica el número de puntadas, va 3, 6, 12, 24, etc." 
Pese a su nombre el chal no se basa en Pi especialmente si no en  la propiedad común a todas las formas bidimensionales de la geometría euclidiana en la que todas las dimensiones aumentan por el mismo factor al mismo ritmo; la forma circular se crea simplemente espaciando regularmente los aumentos. 
Entre sus enseñanzas se encuentra también el "i-cord" (o "cordón idiota") y la " Baby Surprise Jacket ", que se teje completamente plana y luego se dobla, como origami, creando una chaqueta que bien puede utilizarse por infancias o personas adultas. La bufanda Mobius es un cuello continuo que se teje como tira por el lado más largo de un rectángulo que, tras rematarse, se une por los extremos girando uno 180 grados.
En 1974  fundó una serie de campamentos bajo el lema: "Seguir con confianza y esperanza a través de todas las crisis". 
El 30 de noviembre de 1999, Elizabeth Zimmermann murió en Marshfield, Wisconsin, a la edad de 89 años. Ell The New York Times, publicó un obituario firmado por Douglas Martin, donde se señala que la diseñadora decidió restar importancia a su influencia, refiriéndose a su trabajo como  «unventions».
En 2006, la Galería de Diseño de la Universidad de Wisconsin-Madison, presentó la exposición retrospectiva titulada: "New School Knitting: The Influence of Elizabeth Zimmermann and Schoolhouse Press".